# Mothra
Mothra (jap. モスラ Mosura) – filmowy potwór japońskiej wytwórni Tōhō. Gigantyczna ćma z boskimi powiązaniami, często z towarzyszącymi jej lilipucimi kobietami Shobijin. W przeciwieństwie do większości innych potworów Toho, Mothra jest pokazana jako postać pozytywna, która służy za obrończynię własnej wyspy, Ziemi bądź Japonii. Mimo że jest klasyfikowana jako ćma, w jej wyglądzie są obecne elementy związane z motylami oraz żuwaczka podobna do tej u chruścików, zamiast ssawki. Często pokazane jest, że spładza potomstwo, gdy dokonuje żywota, jako nawiązanie do doktryny sansara obecnej w indyjskich religiach.

## Dane podstawowe
| Okres     | Długość (m)                   | Rozpiętość skrzydeł (m) | Masa (tys. t)          |
| --------- | ----------------------------- | ----------------------- | ---------------------- |
| 1961      | 180 (larwa)80 (imago)         | 250                     | 20 (larwa) 15 (imago)  |
| 1964-1968 | 40 (larwa) 65 (imago)         | 135                     | 8 (larwa) 15 (imago)   |
| 1992:     | 120 (larwa) 65 (imago)        | 175                     | 15 (larwa) 20 (imago)  |
| 1996-1998 | 25 (larwa) 24 (imago);        | 53                      | 30 (larwa) 5,9 (imago) |
| 2001      | 30 (larwa) 24 (imago)         | 75                      | 10 (larwa) 15 (imago)  |
| 2003      | 43 (larwa) 36 (imago);        | 108                     | 9 (larwa) 12 (imago)   |
| 2004      | 72 metry                      | 216                     | 25                     |
| 2019      | nieznana (larwa) 15,8 (imago) | 244,8                   | nieznana               |

### Zdolności
- Ze skrzydeł wytwarza żółty, trujący pył stworzony z jej łusek skrzydłowych. W filmach z serii Showa i Godzilla: S.O.S. dla Tokio to jej ostateczny atak, gdyż traci zdolność do lotu.
- W stadium larwalnym produkuje jedwabną sieć, wypuszczaną z otworu gębowego. W filmie Godzilla II: Król potworów umiejętność tę miała także w stadium imago.
- Ze pomocą skrzydeł powoduje silny podmuch wiatru.
- Ma zdolności telepatyczne.
- W serii Heisei emituje ze swych skrzydeł wiry świetlne.
- W serii Heisei emituje promienie z czułków.
- W filmie Godzilla kontra Mothra jest w stanie blokować promień wroga.
- W filmie Godzilla kontra Kosmogodzilla może podróżować w kosmosie.

## Filmografia
Seria Shōwa
1. 1961: Mothra (jap. Mosura)
2. 1964: Mothra kontra Godzilla (jap.  Mosura tai Gojira, ang. Mothra versus Godzilla)
3. 1964: Ghidorah – trójgłowy potwór (jap. San daikaijū: Chikyu saidai no kessen, ang. Ghidorah the Three Headed Monster)
4. 1966: Ebirah – potwór z głębin (jap. Gojira, Ebirā, Mosura: Nankai no daiketto, ang. Godzilla versus the Sea Monster)
5. 1968: Zniszczyć wszystkie potwory (jap. Kaijū Soshingeki, ang. Destroy All Monsters)
6. 1972: Godzilla kontra Gigan (jap. Chikyū kogeki meirei: Gojira tai Gaigan, ang. Godzilla versus Gigan) (fragmenty z poprzedniego filmu)

Seria Heisei
1. 1992: Godzilla kontra Mothra (jap. Gojira tai Mosura, ang. Godzilla versus Mothra: Battle for Earth)
2. 1994: Godzilla kontra Kosmogodzilla (jap. Gojira tai Supesugojira, ang. Godzilla versus Spacegodzilla)

Trylogia Mothry
1. 1996: Mothra (jap. Mosura, ang. Rebirth of Mothra)
2. 1997: Mothra 2 (jap. Mosura 2 Kaitei no Daikessen, ang. Rebirth of Mothra 2)
3. 1998: Mothra 3 (jap. Mosura 3 Kingu Gidora Raishū, ang. Rebirth of Mothra 3)

Seria Millennium
1. 2001: Wielka bitwa potworów (jap. Gojira, Mosura, Kingu Gidora: Daikaijū sōkōgeki, ang. Godzilla, Mothra and King Ghidorah: Giant Monsters All-Out Attack)
2. 2003: Godzilla: S.O.S. dla Tokio (jap. Gojira tai Mosura tai Mekagojira: Tōkyō S.O.S., ang. Godzilla, Mothra, Mechagodzilla: Tokyo S.O.S.)
3. 2004: Godzilla: Ostatnia wojna (jap. Gojira: FINAL WARS lub Gojira: Fainaru wōzu, ang. Godzilla: Final Wars)

Seria MonsterVerse
1. 2019: Godzilla II: Król potworów
2. 2024: Godzilla i Kong: Nowe Imperium

Powiązane produkcje
1. 1994–1996: Susume! Gojirando (ang. Recommended! Godzilland) – japoński serial animowany (anime); wydany na OVA[13][14][15]
2. 1997–1998: Godzilla Island (jap. Gojira Airando) – serial telewizyjny, spin-off serii; łącznie powstało 256 odcinków
3. 2018: Gojira Hoshi o Kū Mono (ang. Godzilla: The Planet Eater) – japoński film animowany (anime)[16]

## Historia

### Seria Shōwa
Mothra wystąpiła po raz pierwszy w filmie Mothra z 1961 roku jako stworzenie czczone przez mieszkańców polinezyjskiej wyspy Infant i jest to jedyny film, w którym jest ona nieco agresywna wobec ludzkości, ponieważ kierując się instynktem jest nastawiona na uratowanie porwanych Shobijin bez patrzenia na spowodowane szkody.
Następnie umierająca z przyczyn naturalnych Mothra stoczyła walkę z Godzillą w filmie Mothra kontra Godzilla z 1964 roku. Co prawda dorosła ćma uległa atakom wielkiego gada, ale dwie larwy będące jej potomstwem zdołały unieszkodliwić króla potworów.
Kolejnym wystąpieniem Mothry (w postaci larwalnej) jest film Ghidorah – Trójgłowy potwór z 1964 roku, gdzie razem z Godzillą i Rodanem przepędzili Króla Ghidorę. Była to ostatnia ważna rola Mothry w serii Shōwa.
Mothra pojawia się również na moment w filmie Ebirah – potwór z głębin z 1966 roku, by jako dorosły owad uratować z wyspy Letchi porywanych przez terrorystów mieszkańców z wyspy Infant.
Epizodycznie pojawiła się również w Zniszczyć wszystkie potwory 1968 roku, gdzie pomaga innym potworom walczyć ze złymi kosmitami. Właściwie jej udział ogranicza się do obrzucenia, wraz z Kumongą, Ghidory klejącą siecią.

### Seria Heisei
Prawdziwym wielkim powrotem ćmy jest film Godzilla kontra Mothra z 1992 roku, należącym do serii Heisei. W tej wersji była protektorką starożytnej cywilizacji Cosmos zniszczonej przez swego mrocznego odpowiednika – Battrę, a jedyna pozostałość cywilizacji to wyspa Infant, bezludna wysepka znajdująca się w Indonezji. Gdy w 1992 roku odradza się, kontynuuje bitwę z Battrą. W końcu jednak oba insekty zawiązują sojusz i wspólnie pokonują Godzillę. Mothra jest wspomniana w filmie Godzilla kontra Kosmogodzilla 1992 roku.
Mothra powraca w 1996 roku w filmie Rebirth of Mothra, rozpoczynającym niezwiązaną z serią Heisei o Godzilli trylogię Mothry – adresowaną głównie do młodszej widowni.
W pierwszym filmie dorosła ćma musi zmierzyć się z przerażającym Desghidorą, lecz sama ginie. Dopiero jej syn Leo, po przemianie w Mothrę, pokonuje potwora.
W Rebirth of Mothra II – Mothra Leo staje w obronie ludzi i toczy zaciekłą walkę z morskim potworem – Dagorlą. Choć na początku nie może jej pokonać i niemalże umiera, magiczna moc pewnego stworka sprawia, iż Leo zmienia się w Rainbow Mothrę, który potrafi transformować w Aqua Mothrę, by walczyć pod wodą.
Ostatni z trylogii jest Rebirth of Mothra III – gdzie powraca Król Ghidorah i porywa ludzkie dzieci. Rainbow Mothra rusza do walki ze smokiem, lecz przegrywa, więc z pomocą Moll (jednej ze strażniczek Mothry), cofa się w czasie – zmieniony w Light Speed Mothrę. Podróż w czasie sprawia, iż ćma trafia w czasy kredowe, gdzie stacza walkę z młodszą wersją Ghidory i wydaje się, iż wygrywa, lecz nie do końca – sam odnosi wielkie rany. Na domiar złego z kawałka ogona przez miliony lat odrasta nowy smok, ale na pomoc przybywa Armor Mothra – przemieniony przez miliony lat hibernacji Rainbow i pokonuje monstrum ostatecznie – potem zrzuca zbroję i staje się Eternal Mothrą, a jego losy są nieznane.

### Seria Millenium
W serii Shinsei Mothra pojawia w trzech odmiennych interpretacjach. W filmie Wielka bitwa potworów z 2001 roku Mothra wraz Ghidorą i Baragonem są potworzymi obrońcami Japonii i stają do nierównej walki z Godzillą, będącym personifikacją ofiar II wojny światowej. Mothra zostaje zabita.
Kolejny raz oba potwory spotykają się w filmie Godzilla: S.O.S. dla Tokio z 2003, gdzie Mothra grozi zniszczeniem ludzkości za wykorzystanie szkieletu Godzilli do budowy Kiryu jako zbrodnię przeciw naturze. Ostatecznie zgadza się na ochronę Japonii przed Godzillą, jednak ginie. Daje życie dwóm larwom, które z pomocą Kiryu pokonują Godzillę.
Ostatnim występem Mothry jest film Godzilla: Ostatnia wojna z 2004 roku, gdzie 12 tysięcy lat temu obroniła Ziemię przed Giganem. Gdy zmodyfikowany Gigan i Monster X zagrażają Godzilli, Mothra zostaje wezwana na pomoc i toczy bitwę z Giganem, w której zabija go. W walce wygląda na to, że Mothra również zginęła, dopiero na tle napisów końcowych możemy zobaczyć scenę, w której wraca na swoją wyspę.

### MonsterVerse
W serii MonsterVerse Mothra pojawiła się w Godzilla: King of the Monsters z 2019 roku. W tej wersji wyglądem zbliżona jest do hybrydy osy i modliszki i jest w symbiozie z Godzillą. Przez organizację Monarch określana jako Titanus Mosura i według ich badań była czczona przez starożytną chińską cywilizację. W lasach deszczowych Junnanu jej jajo zostaje badane w Kraterze 61 (oryg. Outpost 61), z którego się wykluwa. Wkrótce owija się w kokon pod wodospadem. Wyłania się z niego, gdy Król Ghidora zaczyna zagrażać planecie. Przybywa na pomoc Godzilli w walce z Ghidorą w Bostonie. Tam toczy zajadłą walkę ze służącym Ghidorze Rodanem. Mothrze ostatkiem sił udaje się użądlić i sparaliżować Rodana. Okaleczona przez niego i umierająca poświęca życie oddając całą energię Godzilli, dzięki czemu ten mógł ostatecznie zabić Ghidorę. Po zaprowadzeniu pokoju przez Godzillę zostaje odkryte jajo, prawdopodobnie należące do Mothry.

## Odniesienia w kulturze popularnej

### Film
- Imię Meowthry z Lego Ninjago: Film jest nawiązaniem do Mothry.
- W Szkole wdzięku Marilyn Hotchkiss i jej krótkometrażowego pierwowzoru jest dyskusja, kto z Godzilli, Mothry i Rodana wygrałby walkę potworów.
- Giratina z filmu  Pokémon: Giratina i Strażnik Nieba, ma ten sam głos jak Mothra.
- W Nawiedzonym dworze Jim mówi Michaelowi wystraszonemu na widok pająk, że zachowuje „jakby to była Mothra”[17].
- W Eko-jajach Budd i Doyle w jednym momencie intonują: Mothro! Ocal nas Mothro! Jesteś naszą jedyną nadzieją!
- W Urusei Yatsura 2: Beautiful Dreamer podczas gorączkowych przygotowań w liceum w Tomobiki-cho do festiwalu wśród przeciskających się na schodach studentów znajduje się makieta larwy Mothry. Później w scenie po zakończeniu festiwalu makiety dorosłej Mothry i kokonu są wywożone na taczkach z liceum[18].
- W Aikatsu Stars! The Movie w opowieści jednej z bohaterek występują bliźniacze wróżki przywracające pokój.
- W napisach końcowych odcinka Mobile Suit SD Gundam’s Counterattack pt. Arashi o Yobu Gakuen-sai (jap. 嵐を呼ぶ学園祭) Kamille przeobraża się w motyla, zaś towarzyszące jej Elpeo Ple i Ple Two wyglądają jak Shobijin[19].
- W filmie telewizyjnym Futurama: Potwór o miliardzie grzbietów Leela próbując pokonać tytułową bestię za pomocą dużej armaty, która wystrzeliwuje diamentowe pociski. Kiedy okazuje się to nieskuteczne, ze smutkiem zauważa, że pociski „odbijają się od jego skóry jak klopsiki z Mothry!”

### Telewizja
- W odcinku Miasteczka South Park pt. Mecha-Streisand Robert Smith zmienia się w gigantycznego potwora będącego parodią Mothry[20].
- W odcinkach serialu anime Urusei Yatsura pt. Hanayome ga Hoshī!! Kitsune no Koi no Dai Bōken!! (jap. 花嫁がほしい!!キツネの恋の大冒険!!) i Ōru Sutā Dai Enkai! Uchira wa Fumetsu Datcha!! (jap. オールスター大宴会!うちらは不滅だっちゃ!!) bohaterowie mają na sobie kostium Mothry[21][22]. Z kolei w odcinku Happi Bāsudē Mai Dārin (jap. はっぴいバースデーマイダーリン) larwa Mothry pojawia się na ekranie automatu do gier[23]. W odcinku Urusei Yatsura pt. Taikutsu Shindorōmu! Tomobiki Chō wa Izu ko he!? (jap. 退屈シンドローム！友引町はいずこへ!?) Mothra i jej larwa jako jedne z potworów z sennego wymiaru nawiedzającego rzeczywistość[24].
- W odcinku Złotka pt. Hey, Look Me Over kiedy Dorothy prosi swoją matkę Sophię o sprawdzenie słuchu, ta żartuje: Przepraszam, myślałam, że powiedziałeś: „Jestem Mothra, gigantyczny radioaktywny owad. REEE! REEE! REEE!”[25].
- W serialu Mystery Science Theater 3000 bohaterowie kilka razy wspominają Mothrę w dialogach[26][27][28][29].
- W odcinku Gwiezdnych wrót pt. Desperate Measures Daniel pyta się Jacka, czy Maybourne jest fanem Godzilli movies, na co ten odpowiada, że uważa Maybourne’a bardziej za fana Mothry[30].
- Mothmacin, pojawiający się jako jeden z potworów żyjących w Murazji w odcinku serialu anime Sonica X pt. Sonikku tai chitei kaijū (jap. ソニック対地底怪獣), jest pastiszem Mothry[31].
- W odcinku Simpsonów pt. Children of a Lesser Clod zdanie pisane przez Barta w gagu tablicowym brzmi „Today is not Mothra’s Day” („Dzisiaj nie jest Dzień Mothry”)[32].
- W odcinku Świata według Bundych pt. Turning Japanese na słowa Marcy, że wszystko idzie po jej myśli, Bundy głośno mówią Mothra’d on home[33].
- Jedna z jaszczurek Marshalla z Eerie, Indiana nazywa się Mothra[34].
- Pod odcinka Garfielda i przyjaciół pt. The Name Game w przerobionej przez Wade’a i Roya baśni o Titeliturym pojawia się gigantyczna ćma kradnąca magnetowid syna młynarza[35].
- Mothra zostaje wspomniana przez Steinbrennera w odcinku Kronik Seinfelda pt. The Nap[36].
- W czołówce odcinka Freakazoida pt. Dexter’s Date pojawiają się parodie larwy Mothry i Rodana[37].
- Mothra zostaje wspomniana przez TJ-a w odcinku Innego w klasie pt. Dumbstruck[38].
- W odcinku Nie z tego świata pt. Heaven and Hell Mothra jest wspomniana w dialogach[39].
- W odcinku Detektywa Monka pt. Mr. Monk and the Daredevil Harold patrząc na „ptaka” na dziecięcym plakacie, zauważa, że wygląda jak Mothra[40].
- W odcinku Parks and Recreation pt. Ron and Tammys Leslie mówi, że do pokonania Godzilli potrzeba Mothry[41].
- W odcinku Mary Shelley’s Frankenhole pt. Maly Sherrey’s Hyralius! Mutant Monster!! parodiującym filmy kaijū japoński generał mówi, że Hyralius jest jak Godzilla, Mothra i Rodan połączeni w jedno[42].
- Mothra pojawia się w odcinku Mad pt. Ancient Greek Mythbusters atakując Helladę[43].
- W odcinku Przystani pt. Speak no Evil w dialogu jest wspomniana Mothra[44].
- Gigantyczna ćma z odcinka pt. Futuramy pt. 31st Century Fox jest wzorowana na Mothrze[45].
- W odcinku Magicy pt. Thirty-Nine Graves Josh nazywa Bestię „Mothrą”[46].
- W odcinku Agentów NCIS pt. Road Kill McGee w rozmowie z Abby robi porównanie do Mothry[47].
- W jednym ze skeczów Mad TV Bobby Lee wciela się staruszkę krzycząca Mothra! z dramatycznym zbliżeniem kamery na jej twarz.
- W odcinku Mistrzów kaijudo pt. Daikaijū, Nippon jōriku! Kojiro vs Jōtsu! (jap. 大怪獣、ニッポン上陸！　コジロvsジョーっ!) Kojiro przemienia w wielkiego kaijū terroryzującego Tokio o trzech formach. Pierwsza forma jest parodią larwy Mothry[48].
- Destrukcja miasta powiększonego Caterpie i jego ewolucja na zniszczonej wieży w Metapoda, a następnie w Butterfree w odcinku Pokémon: Advanced Generations pt. Shinka! Sono shinpi to kiseki!! (jap. 進化!その神秘と奇跡!!) nawiązuje do Mothry[49].
- W odcinku Rilu Rilu Fairilu: Mahō no Kagami pt. Shiawase ni narou! Kaiko-chan no kinuorimono (jap. 幸運になろう！かいこちゃんの絹織物) wróżki spotykają gigantyczną larwy ćmy zawijającej się w kokon[50].
- Cabalientro Brelicatodomes z odcinka Brave Police J-Decker pt. Yomigaeru kodai konchū (jap. よみがえる古代昆虫) jest wzorowany na Mothrze[51].
- Yokai Morula z Yo-kai Watch jest parodią Mothry[52].
- W odcinku Space Dandy pt. Yami ni wa yami no neiro ga arujan yo (jap. 闇には闇の音色があるじゃんよ) Mothra pada ofiarą odmładzających fal[53].
- W odcinku The Idolmaster Cinderella Girls pt. Everyday life, really full of joy! Mio i Uzuki śmieją się wyobrażając sobie Rin w kostiumie wielkiego potwora podobnego do Mothry[54].
- W odcinku serialu animowanego Kimagure Orange Road pt. Hatsu yume dayo! Daikaijū Jingoro no gyakushū (jap. 初夢だよ!大怪獣ジンゴロの逆襲) powiększony kot Jingoro i wzywające go Manami i Kurumi są parodią relacji Mothry i Shobijin[55].

### Muzyka
- Amerykański zespół alternative metalowy Atomship nagrał piosenkę pt. Mothra dla swego albumu The Crash Of ’47[56].
- Kanadyjski zespół heavymetalowy Anvil nagrał piosenkę pt. Mothra dla swego albumu Metal On Metal[57].
- Amerykański zespół indie rockowy We Are Scientists nagrał piosenkę pt. Mothra Vs. We Are Scientists dla swego albumu Safety Fun and Learning (in that Order)[58].
- Brytyjski zespół industrial metalowy Godflesh nagrał piosenkę pt. Mothra dla swego albumu Pure[59].
- Mothra jest tytułem albumów włoskich zespołów Slowmotion Apocalypse z 2009 roku[60] i Japan Suicide z 2010 roku[61].

### Gry komputerowe
- Mothula z gry SNES The Legend of Zelda: A Link to the Past i mechaniczna ćma Mothraya z gry SNES Mega Man 4 są wzorowane na Mothrze[62].
- W minigrze Bartzilla gry wideo The Simpsons: Bart’s Nightmare Marge Simpson przybiera formę wielkiej ćmy o imieniu Momthra[63].
- Angielskie imię Dorīmā z gier wideo Breath of Fire – Mothro – nawiązuje do Mothry[62].

### Komiks
- W komiksie Top 10 wspomniana zostaje Waspora, będąca parodią Mothry, jako rezydentka Atolu Potworów[64].
- W drugim numerze komiksu Planetary na Wyspie Zero, będącej domem dla gigantycznych potworów, znajdują się zwłoki gigantycznego motyla podobnego do Mothry[65].